# Alex Muyl
Alex Muyl (Nueva York, Estados Unidos; 30 de septiembre de 1995) es un futbolista estadounidense/Francés. Juega de centrocampista y su equipo actual es el Nashville SC  de la Major League Soccer.

## Trayectoria
Hijo de emigrantes franceses, Muyl creció en Manhattan, Nueva York y jugó en las inferiores del New York Red Bulls. Jugó tres años para los Georgetown Hoyas de la Universidad de Georgetown entre 2013 y 2015. Disputó 62 encuentros, anotó 12 goles y registró 25 asistencias en su etapa como universitario.

### New York Red Bulls
El 22 de diciembre de 2015, Muyl fichó por los New York Red Bulls como jugador de cantera. Debutó profesionalmente por el equipo reserva del club, el New York Red Bulls II de la USL, el 26 de marzo en el empate 2:2 contra el Toronto FC II. Jugó su primer encuentro en la MLS el 9 de abril contra el Sporting Kansas City, cuando entró al minuto 85 por Dax McCarty.
Se afianzó en el equipo titular de los Red Bulls desde su llegada, y en la temporada 2019 alcanzó su partido número 100 con la camiseta.

### Nashville SC
El 13 de agosto de 2020, Muyl fue transferido al Nashville SC.

## Selección nacional
Muy formó parte de los equipos juveniles de la selección Mexicana.

## Estadísticas
Actualizado al último partido disputado el 7 de marzo de 2020.
| New York Red Bulls Estados Unidos                                                      |               |               |     |    |   |    |    |     |     |    |
| 1.ª                                                                                    | 2016          | 29            | 2   | 1  | 0 | 3  | 1  | 33  | 3   |    |
| 1.ª                                                                                    | 2017          | 31            | 3   | 4  | 0 | 1  | 0  | 36  | 3   |    |
| 1.ª                                                                                    | 2018          | 34            | 4   | 1  | 0 | 5  | 0  | 40  | 4   |    |
| 1.ª                                                                                    | 2019          | 25            | 3   | 1  | 0 | 3  | 0  | 29  | 3   |    |
| 1.ª                                                                                    | 2020          | 0             | 0   | 0  | 0 | -  | -  | 0   | 0   |    |
| Total club                                                                             | Total club    | 119           | 12  | 7  | 0 | 12 | 1  | 138 | 13  |    |
| New York Red Bulls II Estados Unidos                                                   |               |               |     |    |   |    |    |     |     |    |
| Res                                                                                    | 2013          | 3             | 0   | -  | - | -  | -  | 3   | 0   |    |
| 2.ª                                                                                    | 2016          | 5             | 1   | -  | - | -  | -  | 5   | 1   |    |
| 2.ª                                                                                    | 2017          | 1             | 0   | -  | - | -  | -  | 1   | 0   |    |
| 2.ª                                                                                    | 2018          | 2             | 0   | -  | - | -  | -  | 2   | 0   |    |
| 2.ª                                                                                    | 2020          | 1             | 0   | -  | - | -  | -  | 1   | 0   |    |
| Total club                                                                             | Total club    | 12            | 1   | 0  | 0 | 0  | 0  | 12  | 1   |    |
| Total carrera                                                                          | Total carrera | Total carrera | 131 | 13 | 7 | 0  | 12 | 1   | 150 | 14 |
| (1) Incluye datos de US Open Cup (2) Incluye datos de Liga de Campeones de la Concacaf |               |               |     |    |   |    |    |     |     |    |

## Palmarés

### Títulos nacionales
| Título                 | Club                  | País           | Año  |
| ---------------------- | --------------------- | -------------- | ---- |
| USL                    | New York Red Bulls II | Estados Unidos | 2016 |
| MLS Supporters' Shield | New York Red Bulls    | Estados Unidos | 2018 |